# Takuma Sonoda
Takuma Sonoda (薗田 卓馬 Sonoda Takuma?), född 14 juni 1993 i Kagoshima prefektur, är en japansk fotbollsspelare.
Sonoda började sin karriär 2016 i Azul Claro Numazu. Han spelade 62 ligamatcher för klubben. Efter Azul Claro Numazu spelade han för Tokushima Vortis och Kagoshima United FC.